# 張在亨
張在亨（チャン・ジェヒョン、David Jang, 1949年10月30日 - ）は、韓国出身でアメリカのキリスト教福音派の指導者、牧師、神学者。韓国クリスチャントゥデイ設立者。オリヴェット大学設立者。大韓イエス教長老教会合同福音教団・88代総会長。元・世界福音同盟北米地域理事。ワールドオリベットアッセンブリー教団創始者。同教団の日本支部は日本オリベットアッセンブリー教団である。

## 経歴
- 1979年2月　韓国神学大学神学科を卒業[6]

- 1983年8月　延世大学行政大学院を卒業[6]

- 1990年2月　韓国神学大学大学院を卒業（神学修士）[6]
- 1992年2月　檀国大学大学院博士課程卒業（行政学博士）[6]
- 1992年10月　大韓イエス教長老会合同福音で牧師按手[6]
- 1994年3月まで　メソジストの聖化神学校に勤務[7]
- 1997年末か1998年3月まで　聖化神学校からかわった鮮文大学に勤務[7]
- 2000年7月7日　韓国クリスチャントゥデイを設立
- 2003年頃　日本において設立されたクリスチャントゥデイに助言を与えた
- 2003年11月　1912年創立の大韓イエス教長老会（合同福音）の総会長に就任[8][9]
- 2004年　ロサンゼルスにオリベット大学設立[1]
- 2007年4月　世界福音同盟（WEA）北米地域理事選出[10]
- 2018年　WEA北米理事を退任しWEAより感謝盾が贈呈された[11]

## オリベット大学・オリベットアッセンブリー教団
2000年に、オリヴェット神学校（OTCS）が米国ロサンゼルスと韓国ソウルの両方に設立され、張在亨は韓国校の初代所長であった。2004年までに米国校は拡大し、オリベット神学大学と神学校、ジュビリー音楽大学、オリベットジャーナリズム大学、オリベット芸術大学、オリベット工科大学の5つの大学として構成される総合大学となった。ラルフ・D・ウィンター博士は、移転と拡張計画について張に助言し後にオリベット大学の名誉会長を務めた。
張は学長の座にあったが、宣教活動に専念するため2006年に学長をデビッド・ジェームズ・ランドルフに引き継いだ。
2022年6月8日、WEA(世界福音同盟)は公式サイトにてオリベット大学の敷地内にWEAの事務所を置くことを発表し、WEAシルマッハー総主事とCCIK(韓国教会連盟)ソン・テソプ代表と張在亨が共に新事務所のテープカットをおこなった。
2024年1～5月、オセアニアのオリベットセンターを訪れ、オリベット教団の指導者たちに助言を行った。ローマ書への造詣が深いことで知られる。